# História de Burquina Fasso

## História Antiga e Medieval
Tal como toda a África Ocidental, o Burquina Fasso foi povoado em tempos remotos, com destaque para os caçadores-recolectores da parte noroeste do país (12 000 a 5 000 a.C.), cujas ferramentas (raspadeiras, cinzéis e pontas de seta) foram descobertos em 1973.[carece de fontes?] Entre 3 600 e 2 600 a.C. surgiram povoamentos de agricultores, e os vestígios dessas estruturas deixam a impressão de edifícios relativamente permanentes. O uso do ferro, cerâmica e pedra polida desenvolveu-se entre 1 500 e 1 000 a.C., tal como a preocupação com os assuntos espirituais, como é demonstrado pelos restos de enterramento que têm sido descobertos.[carece de fontes?] Descobertas no sítio arqueológico de Bura, sudoeste do Níger e adjacente ao sudoeste de Burquina Fasso, documentaram a existência da cultura Bura da Idade do Ferro.
Dos séculos III ao século XIII, o sistema de assentamentos Bura/Asinda aparentemente cobriu o baixo do vale do rio Níger, incluindo a região de Boura, também no que se conhece hoje como território burquino. Desde meados dos tempos medievais até o final do século XIX, a região de Burquina Fasso foi governada pelos Reinos Mossi. Acredita-se que o império tenha chegado até sua localização atual do norte de Gana, onde ainda vivem hoje povos dagombas. Por vários séculos, os mossis - que eram tanto agricultores como soldados - conseguiram defender com sucesso seu território, suas crenças religiosas e sua estrutura social contra as tentativas forçadas de conquista e conversão por seus vizinhos muçulmanos ao noroeste.

## Dominação francesa
O declínio dos Reinos Mossi começou no final do século XIX com as sucessivas incursões militares do Império Francês, que reivindicou para si o território no contexto da Partilha da África, também almejado pelo Império Britânico. Após diversas expedições militares e civis na região, os franceses derrotaram o reino Mossi de Uagadugu, que se tornou um protetorado francês em 1896. O Reino Unido e a França chegaram a um acordo de divisão da África Ocidental entre si em 14 de junho de 1898, quando assinaram em Paris a convenção anglo-francesa para delimitação das possessões britânicas e francesas no Niger (também conhecida como Convenção de Níger), na qual se estabeleceu as fronteiras nas áreas disputadas.
Depois do estabelecimento das fronteiras coloniais, os franceses continuaram as guerras de conquista contra áreas e poderes locais por mais cinco anos. A despeito da resistência local, em especial do líder Samori Turé, os franceses foram conquistando diversas regiões ocidental e oriental do território africano. Algumas pequenas partes da região não estavam sob controle francês, mas em 1899 a maior parte do que viria a ser Burquina Fasso havia perdido a soberania e sido conquistada pelos invasores europeus. Nas sucessivas incursões até 1904, eles devastaram as planícies centrais, incendiando casas e matando homens e animais.
Como parte da reorganização do império francês, ainda naquele ano, os territórios da bacia do rio Volta fundiram-se com a colônia Alto Senegal e Níger, na África Ocidental Francesa, cuja capital era Bamako. Entre 1915 e 1916, numerosos grupos étnicos se articularam em um movimento de resistência em porções do oeste do Alto Volta francês e leste do Sudão Francês, visando a acabar com os abusos coloniais - entre os quais, a pesada tributação e o recrutamento forçado. Conhecido como a Guerra Volta-Bani, o governo francês conseguiu reprimir o movimento anticolonial, mas somente depois de sofrer baixas e ser forçado a reunir a maior força expedicionária de sua história colonial até aquele momento. A revolta liderou o desmembramento do Alto Senegal e Níger, criando a colônia do Alto Volta francês. Nomeado o primeiro governador da nova colônia, o tenente Édouard Hesling deu início a um ambicioso programa rodoviário e centrou o programa de colonização no cultivo forçado (com recrutamento compulsório de trabalhadores) de algodão, imposta em toda a colônia, mas ele acabou por ser um fiasco. Hesling foi substituído em 1927, mas a Crise de 1929 teria consequências mais graves para levas de trabalhadores locais, bem como a seca de 1932 levou a um estado endêmico de fome ainda pior. Naquele ano, um decreto emitido em 5 de setembro de 1932 pelo ministro das Colônias, Albert Sarraut, desmembrou a colônia de Alto Volta entre os vizinhos Costa do Marfim, Sudão Francês e Níger, sendo que o primeiro recebeu a maior fatia do território, que continha a maioria da população, bem como as cidades de Uagadugu e Bobo-Diulasso.
Depois da II Guerra Mundial, os mossis pressionaram ativamente para que o status da colônia fosse revertido e em 4 de setembro de 1947 o Alto Volta francês foi reativado com suas fronteiras anteriores como uma parte da Comunidade Francesa. Na segunda metade da década de 1950, o governo francês iniciou uma reorganização dos departamentos ultramarinos franceses, que garantiu maior autonomia para territórios. A colônia tornou-se a República de Alto Volta, autônoma dentro da Comunidade Franco-Africano em 11 de dezembro de 1958, adotando sua própria Constituição em fevereiro do ano seguinte. As cores da bandeira nacional foram inspiradas nos três afluentes rio Volta (Volta Preto, Branco e Vermelho Volta Volta). As primeiras eleições de Alto Volta deram vitória a União Democrática Voltense/Coligação Democrática Africana (UDV-CDA), um partido financiado por comerciantes e proprietários de terra. Em dezembro daquele ano, o parlamento altovoltense designou como presidente da república autônoma Maurice Yaméogo, que no ano seguinte negociou a fim da dominação francesa, que perdurava desde o final de século anterior, com a formalização da independência em 5 de agosto de 1960.

## Primeira república (1960-1966)
Com a volta da soberania política, o presidente Yaméogo prometeu realizar grandes avanços econômicos para Alto Volta, mas ele não fracassou. Depois de banir os partidos de oposição, ele foi reeleito em 3 de outubro de 1965 com 99,98% dos votos na eleição presidencial e a UDV-CDA conseguiu os 75 assentos disponíveis do parlamento altovoltense no pleito legislativo de 7 de novembro daquele ano.
Foram realizadas manifestações em massa e greves de estudantes, sindicatos e funcionários públicos contra o governo tiveram a partir de 31 de dezembro, na capital Uagadugu, e depois se espalharam por todo o país.. Yaméogo declarou estado de emergência em 2 de janeiro de 1966, mas a situação se agravou e ele renunciou após um golpe de estado liderado pelo então tenente-coronel Sangoulé Lamizana dias depois.

## Segunda República (1966-1980)
Com a deposição de Maurice Yaméogo, a junta militar liderada por Sangoulé Lamizana (que depois se tornou general) assumiu o controle do governo, suspendeu a Constituição e dissolveu a Assembleia Nacional ainda em janeiro de 1966. Sua promessa inicial de devolver o poder ao civis não se concretizou e, alegando que as intensas disputas políticas enfraqueciam o país, ele anunciou que ficaria no poder por quatro anos para implementar um plano de desenvolvimento e um orçamento de austeridade. Em setembro daquele ano, o líder militar proibiu as atividades político-partidárias no Alto Volta, que só foram permitidas novamente em novembro de 1969.
Aprovada por referendo em 14 de junho de 1970, uma nova Constituição entrou em vigor no país, estabelecendo um período de transição de quatro anos para o regime civil e permitindo que o general Lamizana permanecesse como autoridade suprema de Alto Volta até que um presidente fosse eleito quatro anos depois. Nas eleições legislativas de 20 de dezembro, a UDV-CDA ganhou 37 dos 57 assentos na Assembleia Nacional. Em 18 de fevereiro de 1971, Gerard Kango Ouédraogo assumiu o posto de primeiro-ministro, em uma época em que o país era severamente castigado por uma grande seca, iniciada em 1968 e que durou até 1973, que causou impactos para agricultura, pecuária e a população humana. Estima-se que um quarto da população tenha migrado para países vizinhos para escapar da fome. Junto com a devastação no Sael, vieram a Crise do Petróleo internacional mais a inflação, a recessão e as disputas partidárias no país, foram o pretexto para o general Lamizana depor o primeiro-ministro, dissolver a Assembleia Nacional e suspender a constituição em 8 de fevereiro de 1974. O ditador nomeou a si mesmo como premiê e os partidos políticos foram mais uma vez proibidos. O país se envolveu em uma escalada militar com o vizinho Mali, na chamada Guerra da Faixa de Agacher.
No início de 1976, ele dissolveu seu gabinete ministerial e, atendendo a reivindicações principalmente dos sindicatos, estabeleceu uma comissão para criar uma nova constituição. A transição transcorreu no ano seguinte, quando o presidente levantou a proibição de atividades político-partidárias em 1 de outubro e a população aprovou a terceira constituição republicana em referendo de 27 de novembro, que permitiu que Lamizana até novas eleições e estabeleceu um sistema multipartidário no país. Nas primeiras eleições legislativas no país em quase oito anos, que ocorreram em 30 de abril de 1978, a UDV-CDA foi a grande vitoriosa, conquistando 28 dos 57 assentos da Assembleia Nacional. Um mês depois, em 29 de maio, o general Sangoulé Lamizana foi eleito presidente com 56% dos votos e o país regressou ao governo civil. Joseph Issoufou Conombo foi designado como novo primeiro-ministro em 7 de julho de 1978. Mas em 25 de novembro de 1980, após agitações populares, o presidente foi derrubado por um golpe de Estado sem derramamento de sangue, liderada pelo coronel Saye Zerbo, colocando fim a era Lamizana.

## Terceira república (1980-1983)
A partir do golpe de Estado em 1980, o exército ficaria por muito tempo em poder. Naquele período, os militares estavam fortemente divididos em três grupos principais: a velha guarda do exército colonial francês, jovens oficiais de direita e jovens oficiais de esquerda. O golpe de 1980 pôs de lado a maior parte da velha guarda do exército, mas o comitê militar que tomou o poder em 25 de novembro de 1980 contém dentro de si um numerosos militares dessa facção, a começar pelo novo chefe de estado, o coronel Saye Zerbo. Ministro da Relações Exteriores entre 1973 e 1976, o coronel Saye Zerbo impôs uma junta militar formada por 31 membros, suspendeu a constituição de 1977 e todos os partidos políticos altovoltenses. Em 7 de novembro de 1982, pouco antes de completar dois anos no poder, o militar foi derrubado por um grupo rival, liderado pelo coronel Gabriel Yoryan Somé e que contava com o major e médico Jean-Baptiste Ouédraogo e o capitão Thomas Sankara. Foi criado o Conselho de Salvação do Povo (CSP), órgão supremo político do país, que nomeou Ouédraogo como presidente, enquanto Sankara foi designado como primeiro-ministro. Mas a aproximação de Sankara com líderes do movimento dos países não-alinhados, como Fidel Castro, Samora Machel e Maurice Bishop, colocou o primeiro-ministro e os jovens oficiais reformistas em conflito político com os setores conservadores da junta militar altovoltense, incluindo o presidente Ouédraogo. Em 17 de maio de 1983, dois dias após uma conferência com principais assessores de François Mitterrand, então presidente da França, Ouédraogo expulsou todos os elementos reformistas do governo e mandou prender o premiê Sankara e seus principais aliados, como o major Jean-Baptiste Lingani e os capitães Henri Zongo e Blaise Compaoré. Os dois primeiros foram detidos em Ouahigouya, enquanto Zongo foi preso em fuga e Compaoré fugiu para Pô, onde começou a organizar a resistência contra o governo pró-ocidental. A prisão de Thomas Sankara provocou protestos massivos envolvendo estudantes, trabalhadores e oficiais, já que o primeiro-ministro era um militar muito popular em Alto Volta, principalmente por sua luta contra a corrupção e sua experiência na organização de brigadas de assistência aos flagelados das secas na década de 1970. Em resposta às manifestações populares exigindo a libertação de Sankara, o presidente Ouédraogo permitiu que o ex-primeiro-ministro ficasse sob prisão domiciliar na capital Uagadugu. Dirigidos pelo capitão Compaoré, os comandos militares de Pô subiram para a capital no dia 4 de agosto de 1983, libertam Sankara e derrubaram Jean-Baptiste Ouédraogo do poder.

## Revolução de 1983: Era Sankara (1983-1987)
Com a queda de Jean-Baptiste Ouédraogo, foi instaurado o Conselho Nacional para a Revolução (CNR), tendo Thomas Sankara como presidente e Blaise Compaoré como o segundo na hierarquia do novo regime. Ainda como parte das primeiras medidas do novo governo, Jean-Baptiste Lingani e Arba Diallo foram nomeados respectivamente como chefe da defesa nacional e ministro das relações exteriores e uma nova divisão político-administrativa em 30 províncias, sob altos comissários, e 250 departamentos, sob prefeitos, com governo local dividido entre distritos e vilas. Foram também estabelecidos por decretos os chamados Comitês de Defesa da Revolução (CDR, inspirados no modelo cubano), comitês populares que assumiram numerosas responsabilidades que vão bem além da segurança pública: formação política, saneamento dos bairros, desenvolvimento da produção e do consumo de produtos locais, participação no controle orçamental nos ministérios, entre outros. Outro de seus primeiros gestos foi vender a frota de veículos oficiais Mercedes Benz, incluindo o automóvel presidencial, e substituí-las por modestos Renault 5, então o carro mais barato vendido no Burquina Fasso. Mesmo desconfiado de políticos civis, Sankara aceitou a participação da Liga Patriótica para o Desenvolvimento (Lipad), uma coalizão de vários grupos de esquerda, no CNR. As grandes potências ocidentais temiam que Sankara se aproximasse da Líbia, que inicialmente apoiou a revolução no Alto Volta, mas o capitão rejeitou estreitar relações com Muammar al-Gaddafi e priorizou o fortalecimento de laços com Jerry Rawlings, que presidia Gana e passou a ter como único aliado confiável de Sankara. O surgimento de um regime revolucionário numa região cercada por governos conservadores, especialmente Costa do Marfim e Togo, provocou o antagonismo dos países vizinhos, com exceção de Gana e Benin. À frente do governo do país, Sankara tinha se proposto a conseguir que cada habitante tivesse duas refeições e dez litros de água ao dia. Em setembro, o presidente fez uma visita ao vizinho Mali, onde foi decidido que a disputa territorial na Faixa de Agacher seria submetida ao Tribunal Internacional de Haia. Em outubro, o capitão prometeu que montaria CDRs em todos os locais de trabalho e que tomaria medidas para a emancipação das mulheres na sociedade voltense. O governo também determinou a prisão domiciliar de opositores do regime, entre os quais, Joseph Ki-Zerbo, Joseph Ouédraogo, Maurice Yaméogo e Saye Zerbo - seguidores deste último haviam tentado aplicar um golpe contra Sankara no dia 9 do mês anterior. No final daquele ano, o país realizou exercícios militares com Gana, seu maior aliado na região e foram estabelecidos o Fundo Revolucionário de Solidariedade para aliviar a fome no campo. O líder do sindicato dos professores secundaristas alertou sobre a subordinação das associações de classe aos CDRs.
Com transmissão radiofônica ao vivo, os Tribunais Populares da Revolução (TPR) começaram a julgar no início de 1984 lideranças dos regimes anteriores, entre os quais os ex-presidentes Lamizana e Zerbo. O primeiro foi absolvido por acusações de peculato, enquanto o segundo foi condenado a 15 anos de prisão pelos mesmos crimes e fraudes. O CNR decretou o fim de todos os pagamentos tributários e obrigações trabalhistas para autoridades tradicionais locais e ainda tirou seu poder de coleta de impostos, que passou a ser feito pelos CDRs. Em março, o sindicato nacional dos docentes convocou uma greve e o governo respondeu com a demissão de 1.500 professores, uma ação criticada pela Anistia Internacional. No mês seguinte, o regime distribuiu terras para a construção de habitação popular. Em 27 de maio, fracassou uma conspiração militar - apoiada por Costa do Marfim, Togo, França e Estados Unidos - para derrubar Sankara, e que levou os seus conspiradores, entre os quais o coronel Didier Nobila Tiendrebéogo, a julgamento e posterior execução em pelotão de fuzilamento. O ministro da Defesa Jean-Baptiste Lingani acusou os governos estadunidense e francês de interferência nos assuntos internos do Alto Volta. Entre junho e julho, Thomas Sankara visitou Etiópia, Angola, Moçambique, Congo, Madagascar e Gabão, além de países da Europa oriental. Construído principalmente com recursos chineses, o Stade du 4-Août (Estádio 4 de agosto) foi inaugurado na capital Uagadugu. No aniversário de um ano do governo Sankara, o país foi rebatizado para Burquina Fasso, uma junção das palavras more "Burkina" ("homens dignos", "homens íntegros", "homens honestos") e diúla Faso ("terra natal"). Também foram adotados um novo hino e uma nova bandeira nacional e foi criada uma lei de reforma agrária que nacionalizava todas as terras e riquezas naturais. O ex-presidente Maurice Yaméogo e o ex-premiê Joseph Conombo foram anistiados e libertados da prisão domiciliar. No final do mês, Sankara se desentendeu com a coalizão esquerdista Lipad por conta dos CDRs e dissolveu o seu gabinete ministerial. Em setembro, foi promulgado o dia de solidariedade para com as donas de casa, um ato simbólico para a promoção de igualdade de gêneros que encorajava na data os homens a fazer compras e preparar as refeições. Ainda naquele mês, em visita a Cuba, o presidente Sankara recebeu a mais alta condecoração do país caribenho. O CNR aboliu impostos de longo prazo por cabeça na zona rural burkinabé e lançou o Programa de Desenvolvimento Popular (PDP), adotado depois de um processo participativo e democrático que incluiu as aldeias mais remotas e que resultou, entre outubro de 1984 e dezembro de 1985, na construção de 250 reservatórios e na perfuração de 3 000 poços artesianos, além de outras realizações nas áreas de saúde, habitação, educação e produção agrícola. No final daquele ano, com a ajuda de voluntários cubanos, o governo deu início a uma campanha de vacinação de 15 dias, que resultou na imunização de mais de 2,5 milhões de crianças contra a meningite, a febre amarela e o sarampo. Por não se sujeitar a empréstimos junto a organismos como Fundo Monetário Internacional e Banco Mundial, Sankara determinou a composição de um fundo público feito a partir da contribuição anual de um salário inteiro de militares e funcionários públicos de alto escalão mais metade de uma salário de outros servidores. O presidente ainda anunciou a gratuidade por doze meses de todos os alugueis residenciais e o início de um programa massivo de construção de habitação financiada com recursos públicos. Como parte do estímulo a incipiente indústria têxtil do país, os funcionários públicos eram obrigados a usar roupas feitas localmente durante o horário de expediente para aumentar a demanda.
Entre o final de 1984 e o início do ano seguinte, o norte de Burquina Fasso passou por uma severa seca. Mas as fortes chuvas que se sucederam nos meses seguintes, as primeiras de grande intensidade em vários anos, produziram o suficiente para alimentar a população de Burquina Fasso. Foi também lançada uma campanha para plantar 10 milhões de árvores para combater a desertificação no Sael. No final de janeiro de 1985, diversos grandes sindicados atacavam políticas socioeconômicas do Conselho Nacional da Revolução, que retaliou com a suspensão dos empregos de vários líderes sindicais. Thomas Sankara lançou a "Batalha pela estrada de ferro", onde convidava voluntários a trabalhar na colocação de trilhos sobre o leito da estrada entre Uagadugu e Kaya. Em fevereiro, uma bomba explodiu no quarto de um hotel reservado para o líder revolucionário na véspera de sua chegada em Yamoussoukro, onde ele participaria da reunião anual de estados do Conselho da Entente (formado por Costa do Marfim, Togo, Benin, Níger e Burquina Fasso). No mês seguinte, militares ganeses e burkinabés realizaram exercício conjuntos e os dois países aliados fizeram estudos para uma maior integração entre ambos no futuro. No segundo aniversário do regime, uma marcha feminina enfatizou a necessidade de se caminhar em direção à igualdade de gêneros no país. O governo também abrandou as penas de opositores como Jean Baptiste Ouédraogo, Saye Zerbo e Gérald Kango Ouédraogo. Em dezembro, Burquina Fasso organizou um recenseamento geral da população. Mas alguns campos fulas no Mali foram visitados por engano por agentes do censo, o que levou o governo malês a acusar violação de soberania na disputada faixa de Agacher. As tensões entre os dois lados levaram a uma escalada militar de cinco dias, que matou cerca de uma centena de pessoas (a maioria das vítimas foram civis mortos por uma bomba lançada de um avião MiG malês em um mercado de Ouahigouya). Embora o confronto tenha sido provocado por causa da disputa territorial, especulou-se que aquilo fora apenas um pretexto para os governos conservadores locais aumentarem as dificuldades para o regime de viés nacionalista e socialista de Sankara. Para piorar, internamente o governo burkinabé passou a enfrentar descontentamento cada vez maior dos grandes fazendeiros, insatisfeitos com as políticas reformistas no campo, e dos funcionários públicos, cujos salários foram drasticamente reduzidos desde fevereiro de 1985, como parte dos planos de austeridade para reduzir o endividamento externo, calculado até então em US$ 350 milhões.
No início de 1986, Thomas Sankara aboliu todas as restrições que existiam para contraceptivos, fazendo de Burquina Fasso o primeiro país africano a reconhecer a epidemia de Aids como uma ameaça ao continente. Ele também se encontrou com o presidente maliano Moussa Traoré na Costa do Marfim para encerrar as disputas fronteiriças. O censo provisório estimou uma população de 7,9 milhões no país. O ex-presidente Saye Zarbo e o ex-líder da Assembleia Nacional Gérald Kango Ouégraogo saíram da cadeia e foram colocados em prisão domiciliar. O líder burkinabé promoveu uma campanha nacional de alfabetização em nove línguas nativas que envolveu 35 mil instrutores e, no terceiro aniversário da revolução, anunciou um plano quinquenal para a auto-suficiência econômica do país. O CNR mudou os nomes dos afluentes do rio Volta (então conhecidos como Volta Branco, Volta Vermelho e Volta Negro) para os respectivos nomes de Nakambé, Nazinon e Mouhoun. Como nos aniversários anteriores do regime, o gabinete do governo foi dissolvido. Uma comissão mista de Gana e Burquina Fasso recomendou a exigência do inglês e francês nas escolas de ambos os países. Em novembro, durante o discurso oficial na visita do presidente François Mitterrand a Burquina Fasso, Sankara denunciou os laços da França com o regime do apartheid da África do Sul e acusou a cumplicidade do dirigente francês. No final daquele ano, as Nações Unidas declararam que a oncocercose estava sob controle em Burquina Fasso e o Corte Internacional de Justiça decidiu que o país ficaria com a parte oriental de Béli na disputa pela Faixa de Agacher.
Em abril de 1987, Thomas Sankara criou um sindicato para os camponeses (Union Nationale des Paysans du Burkina). No mês seguinte, Soumané Touré, líder da confederação sindical burkinabé e da Lipad foi preso. Com a forte oposição da elite econômica que controlava a maior parte da terra arável e imobiliário naquele momento e de diversos setores sindicais, o regime foi se desgastando mesmo tendo no capitão Sankara ainda uma figura carismática. Encarregados de exercer localmente o poder em nome do povo, os CDRs tornaram-se uma fonte de diversos abusos, ainda que Sankara fosse o primeiro a denunciar os excessos e falhas dos CDR, em geral, devido às disputas entre as diferentes organizações que apoiavam a revolução. As elites econômicas que controlavam a maior parte das terras cultiváveis jamais concordaram com a reforma agrária que culminou com a melhoria da produção agrícola e tornou o país praticamente auto-suficiente em alimentos básicos. Em 15 de outubro, Sankara e treze militares foram assassinados em um golpe de estado liderado por seus mais próximos colaboradores Blaise Compaoré, Jean-Baptiste Lingani e Henri Zongo. Os golpistas alegaram ter colocado "fim ao regime autocrático de Thomas Sankara", que teria desviado o rumo da revolução de 1983, e que o líder carismático conduzia o país para um processo de restauração neocolonial. O complô que assassinou o presidente Sankara contou com o apoio da França, da Líbia e da Costa do Marfim. A recém-criada Frente Popular de Compaoré dissolveu o CNR.

## Quarta República (1987-presente)

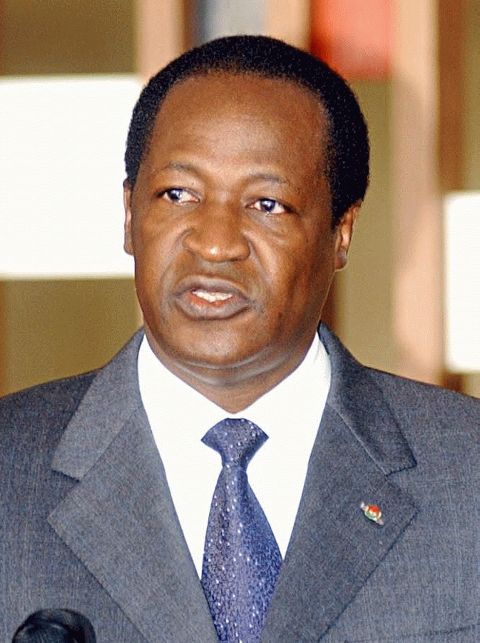
Blaise Compaoré.

Doze dias após chegar ao poder, Blaise Compaoré sofreu uma fracassada tentativa de rebelião, liderada pelo capitão Boukay Kaboré, um militar leal a Thomas Sankara. Mas o novo líder de Burquina Fasso sobreviveria por muitos anos no poder a partir de um regime autoritário.
Em 1988, as fracas chuvas fizeram com que as colheitas a caíssem. Ao longo daquele anos, algumas medidas de austeridade foram levantadas para que o Comparoé ganhasse legitimidade com a população urbana e os funcionários públicos. Em março daquele ano, os CDRs foram oficialmente dissolvidos. Em julho, o presidente comprometeu-se a continuar a construção da linha férrea até Tambao, iniciada na era Sankara. No mês seguinte, ele dissolveu seu gabinete ministerial, reduzindo a participação civil. No primeiro aniversário do golpe contra Sankara, 120 presos foram libertados, mas em dezembro, sete colaboradores do capitão Boukay Kaboré foram executados. Contrastando com a austeridade de Sankara, o novo presidente mandou construir um palácio e adquiriu um avião presidencial. No plano internacional, Comparoé visitou os presidentes de Gana e da Coreia do Norte e recebeu a visita do chefe de estado do Togo ao longo daquele ano, bem como assinou um tratado de cooperação com a Líbia, reconheceu a proclamação do estado Palestino feita pela OLP e participou da Conferência Francoafricana - a primeira presença de Burquina Fasso no evento desde 1983.
Em setembro de 1989, ele mandou fuzilar quatro militares de alta patente acusados de atentar contra a vida do chefe de Estado. A IV República adotou uma Constituição aprovada por referendo em 2 de junho de 1991. Na década de 1990, Comparoé anunciou uma estratégia aberta à iniciativa privada e a capitais estrangeiros, privatizadora e propensa a atuar com os organismos financeiros internacionais. O presidente e seus principais aliados enriqueceram durante essa época de privatizações em massa.
Apesar da sua relativa estabilidade política, o governo passou a ser foco de corrupção, impunidade e nepotismo. As divisas das exportações de ouro, algodão e gergelim beneficiaram na sua maioria elite burkinabé e investidores externos, enquanto o país dependia novamente de importações para praticamente todos os bens consumidos no país, o que o tornava muito vulnerável a mudanças nos preços do mercado mundial.
Com mais de 27 anos no poder, Blaise Compaoré intentava modificar mais uma vez o artigo 37º da Constituição do país, que limita a no máximo dois os mandatos presidenciais de cinco anos. Desta vez, porém, o mandatário encontrou forte oposição popular, por meio de diversos tumultos na capital e outras cidades burkinabes no final de outubro de 2014. Pressionado pelos protestos, Compaoré foi deposto por um golpe militar no dia 31 daquele mês.
Em seguida, o chefe do Estado-Maior, o general Nabéré Honoré Traoré, anunciou a criação de um "corpo de transição" no comando dos poderes Executivo e Legislativo, cujo objetivo seria o regresso à ordem constitucional em um prazo de doze meses. O general Isaac Zida foi nomeado presidente de transição, bem como o diplomata Michel Kafando o seu primeiro-ministro.